# Icelus (geslacht)
Icelus is een geslacht van straalvinnige vissen uit de familie van donderpadden (Cottidae).

## Soorten
- Icelus armatus (Schmidt, 1916)
- Icelus bicornis (Reinhardt, 1840)
- Icelus canaliculatus Gilbert, 1896
- Icelus cataphractus
- Icelus ecornis (Pavlenko, 1910)
- Icelus euryops Bean, 1890
- Icelus gilberti Taranetz, 1936
- Icelus mandibularis Yabe, 1983
- Icelus ochotensis Schmidt, 1927
- Icelus perminovi Taranetz, 1936
- Icelus rastrinoides Taranetz, 1936
- Icelus sekii Tsuruoka, Munehara & Yabe, 2006
- Icelus spatula Gilbert & Burke, 1912
- Icelus spiniger Gilbert, 1896
- Icelus stenosomus Andriashev, 1937
- Icelus toyamensis (Matsubara & Iwai, 1951)
- Icelus uncinalis Gilbert & Burke, 1912